# 鲁道夫·哈比希体育场
魯道夫·哈比格球場（德語：Rudolf-Harbig-Stadion）是位於德國東部地區萨克森自由州首府德累斯顿的足球場，現時是德丙球會德累斯顿迪納摩的主場球場。球場以1930年代德國中距離跑手鲁道夫·哈比希（Rudolf Harbig）命名。

## 歷史
球場這片土地早於19世紀70年代已用作進行「劍橋條例」（cambridge rules）足球賽。而正式的足球場於1922年12月21日動工興建，一季後建成可容超過24,000名觀眾的球場，設有300坐席及遮蔭的地方。1923年6月16日秏資50萬國家馬克的新球場正式揭幕。1933至1945年間球場被納粹德國政府徵用供希特拉青年團、德國少女聯盟、德意志國防軍、納粹衝鋒隊、武裝親衛隊等組織使用。在德累斯顿轰炸中，球場遭英國皇家空軍和美國陸軍航空軍的轰炸机投彈嚴重破壞，戰後球場重建，於1951年9月23日重新揭幕。
迪纳摩体育协会於1953年接管球場，並於9月23日以德意志國防軍体育军人魯道夫·哈比格（Rudolf Harbig）命名。1971年夏季球場用作德累斯顿迪納摩的主場球場，並更名為「迪纳摩体育场」（Dynamo-Stadion）。球場分別在1976年及1980年兩度擴建至可容36,000人及38,500人。1990年兩德統一後球場業權撥歸德累斯顿迪納摩擁有，球會隨即投放200萬馬克大規模改善球場設施，以符合德國足球總會訂定的德甲球場標準。1992年1月1日德累斯顿市接管球場，並恢復球場原名「魯道夫·哈比格球場」。2004年按照德國足球聯賽的新規例，球場再投資70萬歐元改善球場設施，於翌年1月完成。

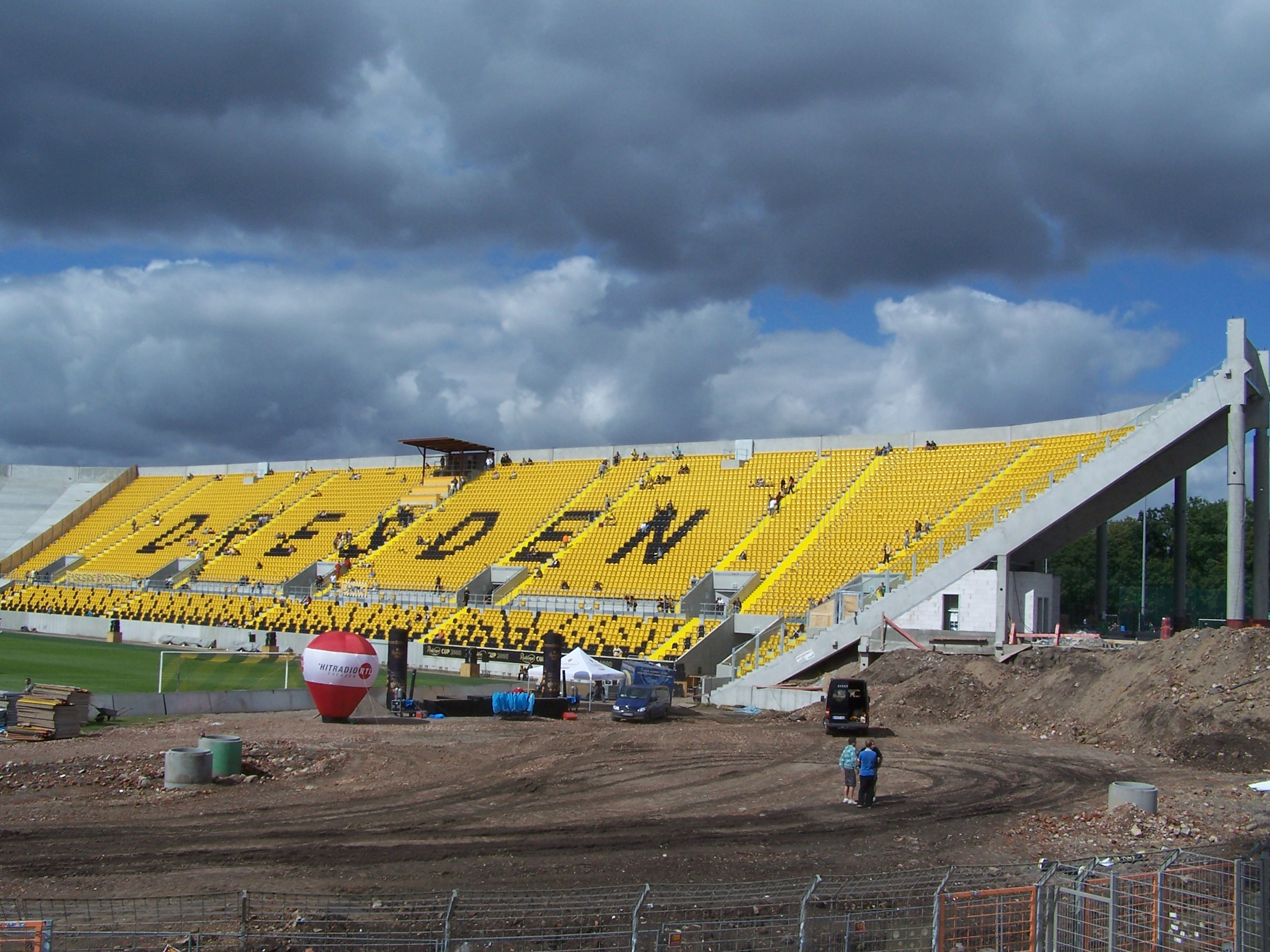
重建中的看台

2007年5月9日《踢球者》報導德累斯顿市決定重建球場為可容32,085人的現代化球場。同年11月19日啟動重建工程，12月3日展開拆卸舊球場建築，作為舊球場標誌的四座汎光燈塔亦被拆除，但記分板獲得保留，現時置於新球場K座看台後方。
2009年9月15日，耗資4,600萬歐元的新球場雖然尚未完工，德累斯顿迪納摩已安排一場對德甲的友誼賽作為揭幕戰，結果客軍以2-1獲勝，成為新球場首名入球球員，主隊的麦克.瓦格菲尔德（Maik Wagefeld）在完場前補時射入一個十二碼破蛋。賽前由德累斯顿女市長奥罗茨（Helma Orosz）致辭宣佈球場啟用，出席嘉賓包括跳高運動員劳尔·斯巴克（Raúl Spank）及魯道夫·哈比格的女兒尤莉·哈比格（Ulrike Harbig）。主要工程於同年12月完工，但有部分工程需要延續至2011年末才告完成。

## 外部連結
- Pro RHS （页面存档备份，存于） （德文）
- FIFA 2011 （页面存档备份，存于） （英文）
- The "New Gauforum Dresden" （页面存档备份，存于） （德文）
- Rudolf-Harbig-Stadion: Progressive Architecture for FC "Dynamo Dresden" （页面存档备份，存于） （德文）
- Actually date targets & results （德文）
- "Emergency solved for new DFB licensing!" (HBM- Constructions Düsseldorf) （德文）
- Schüco Partner （德文）
- Radeberger CUP finals （德文）
- CAD
- Official （德文）

51°02′25″N 13°44′52″E / 51.04028°N 13.74778°E